# Komiža
Komiža (Italiaans: Comisa) is een stadje en gemeente op het Dalmatische eiland Vis, gelegen in de Adriatische Zee en behorend tot de Kroatische provincie Split-Dalmatië.
De plaats ligt aan een brede baai aan de westkant van het eiland Vis. De stad heeft 1677 inwoners (2001). Komiža is het centrum voor visserij van het eiland en heeft tevens een visserijmuseum.

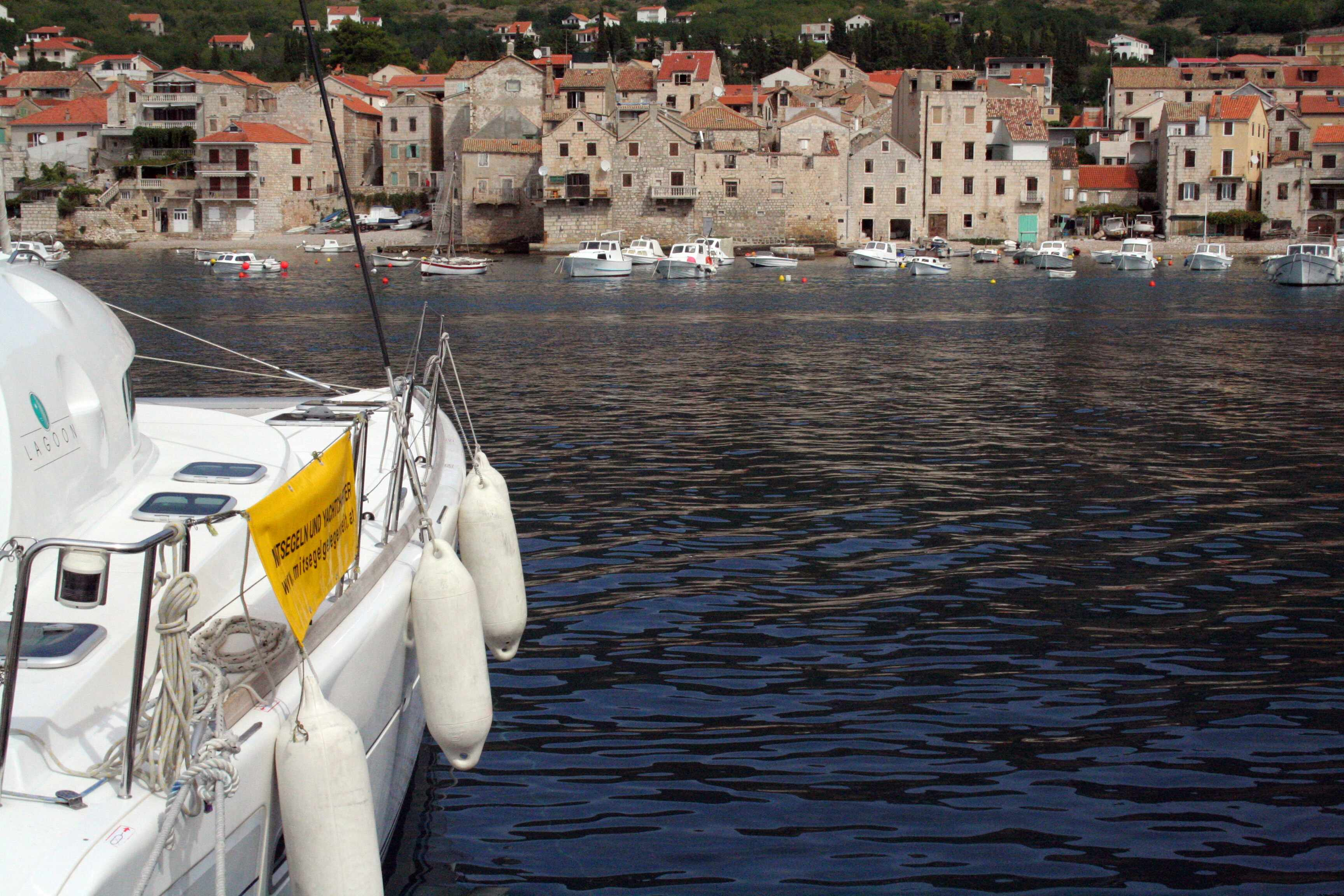
Komiža

Steden (gradovi): Split · Hvar · Imotski · Kaštela · Komiža · Makarska · Omiš · Sinj · Solin · Stari Grad · Supetar · Trilj · Trogir · Vis · Vrgorac · Vrlika

Gemeenten (općine): Baška Voda · Bol · Brela · Cista Provo · Dicmo · Dugi Rat · Dugopolje · Gradac · Hrvace · Jelsa · Klis · Lećevica · Lokvičići · Lovreć · Marina · Milna · Muć · Nerežišća · Okrug · Otok · Podbablje · Podgora · Podstrana · Postira · Prgomet · Primorski Dolac · Proložac · Pučišća · Runovići · Seget · Selca · Sućuraj · Sutivan · Šestanovac · Šolta · Tučepi · Zadvarje · Zagvozd · Zmijavci